# Marc Isambart Brunel
Pour les articles homonymes, voir Brunel.
Marc Isambart Brunel, ou encore Marc Isambard Brunel, né le 25 avril 1769 à Hacqueville (village en Normandie) et mort le 12 décembre 1849 à Londres, est un ingénieur franco-britannique, né français, installé au Royaume-Uni. Il préférait le prénom d'Isambart, mais on le nomme généralement Marc Brunel, afin d'éviter toute confusion avec son fils, l'ingénieur britannique Isambard Kingdom Brunel.
Fils cadet d’un riche fermier de Normandie établi près de Gisors, Marc Brunel se destinait à l’origine à la prêtrise, avant d’opter, pour des raisons pratiques, pour la marine où il servit quelque temps avant d’émigrer en 1793. Il résida six ans aux États-Unis où il exécuta d’importants travaux comme ingénieur en chef de la ville de New York à partir de 1796, notamment le Park Theatre (en). En 1799, il s'installa en Angleterre où il épousa Sophia Kingdom. Il fit fortune grâce à l'invention de plusieurs machines ingénieuses, entre autres une machine à fabriquer les poulies pour la marine, une scierie de bois d’acajou et de marqueterie, un moulin à scier pour l’arsenal de Chatham.
On lui doit le tunnel sous la Tamise (1842).
Il est membre de la Société royale de Londres et correspondant de l’Institut de France.

## Début de sa vie en France
Marc Brunel était le deuxième fils de Jean-Charles Brunel et de Marie-Victoire Lefebvre. Jean-Charles Brunel était un fermier prospère d'Hacqueville, en Normandie. Marc est né à la ferme familiale : il était d'usage, dans ces familles aisées, que le premier fils hérite de la ferme et que le deuxième accède au sacerdoce. Dans cette idée, son père commença à lui donner une éducation classique, mais il montrait peu de goût pour le grec ou le latin et se distinguait plutôt par sa maîtrise du dessin et des mathématiques. Il était également très doué pour la musique, dès son plus jeune âge.

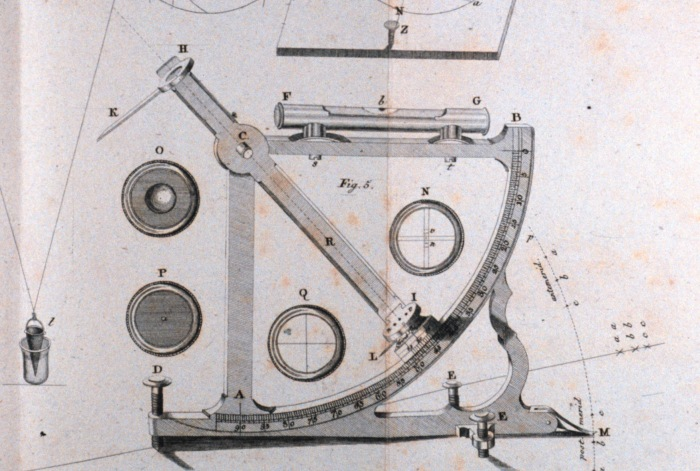
Un quadrant mobile (1815).

À l'âge de onze ans, il fut envoyé au séminaire de Rouen. Le supérieur du séminaire lui permit d'apprendre la menuiserie et il atteignit rapidement le niveau d'un ébéniste. Il était attiré par le port de Rouen et y faisait des esquisses de navires. Comme il ne montrait aucun désir de devenir prêtre, son père l'envoya chez des parents, à Rouen, où un ami de la famille l'initia aux questions de la construction navale. En 1786, à la suite de cet enseignement, Marc devint élève officier de marine sur une frégate française et, pendant son service, visita les Indes occidentales à plusieurs reprises. Il conçut pour lui-même un quadrant de laiton et d'ivoire, qu'il utilisa au cours de son service.
Au cours du service de Brunel à l'étranger, la Révolution française éclata, en 1789. En janvier 1792, la frégate de Brunel solda la paye de son équipage, et Brunel retourna vivre à Rouen avec sa famille. Il fut un sympathisant royaliste. En janvier 1793, visitant Paris pendant le procès de Louis XVI, Brunel prédit imprudemment en public la chute de Robespierre. Il eut la chance de sortir de Paris en vie, et s'en retourna à Rouen. Toutefois, il lui apparut évident qu'il devait quitter la France. Au cours de son séjour à Rouen, Brunel avait rencontré Sophie Kingdom, une jeune Anglaise qui était orpheline et travaillait comme gouvernante. Malheureusement, il fut forcé de la laisser derrière lui lorsqu'il gagna précipitamment Le Havre pour s'embarquer à bord du navire américain Liberty, à destination de New York.

## Séjour en Amérique
Brunel arriva à New York le 6 septembre 1793, et se rendit ensuite à Philadelphie et à Albany. Il s'impliqua dans un programme de liaison du fleuve Hudson avec le Lac Champlain par un canal, et présenta également un projet pour le nouveau Capitole qui devait être construit à Washington. Les juges furent très impressionnés par sa conception, mais son projet ne fut pas retenu.
En 1796, après avoir pris la citoyenneté américaine, Brunel fut nommé ingénieur en chef de la ville de New York. Il y conçut plusieurs maisons, les quais de bâtiments commerciaux, un arsenal et une usine de canons. Il n'existe plus aucun document officiel concernant les projets qu'il a réalisés à New York : il est probable que les documents ont été détruits dans les émeutes de 1863.
En 1798, au cours d'une conversation pendant un dîner, Brunel apprit les difficultés que la Royal Navy éprouvait à obtenir les 100 000 poulies dont elle avait besoin chaque année pour équiper ses navires. Chacune d'elles était faite à la main. Brunel produisit rapidement le plan d'une machine qui permettrait d'automatiser la fabrication de ces poulies. Il décida de se rendre en Angleterre et de soumettre son invention à l'Amirauté. Il s'embarqua pour l'Angleterre le 7 février 1799 avec une lettre d'introduction au ministre de la marine et, le 7 mars, son navire, le Halifax, atterrit à Falmouth (Cornouailles).

## Sa vie en Angleterre

### Mariage

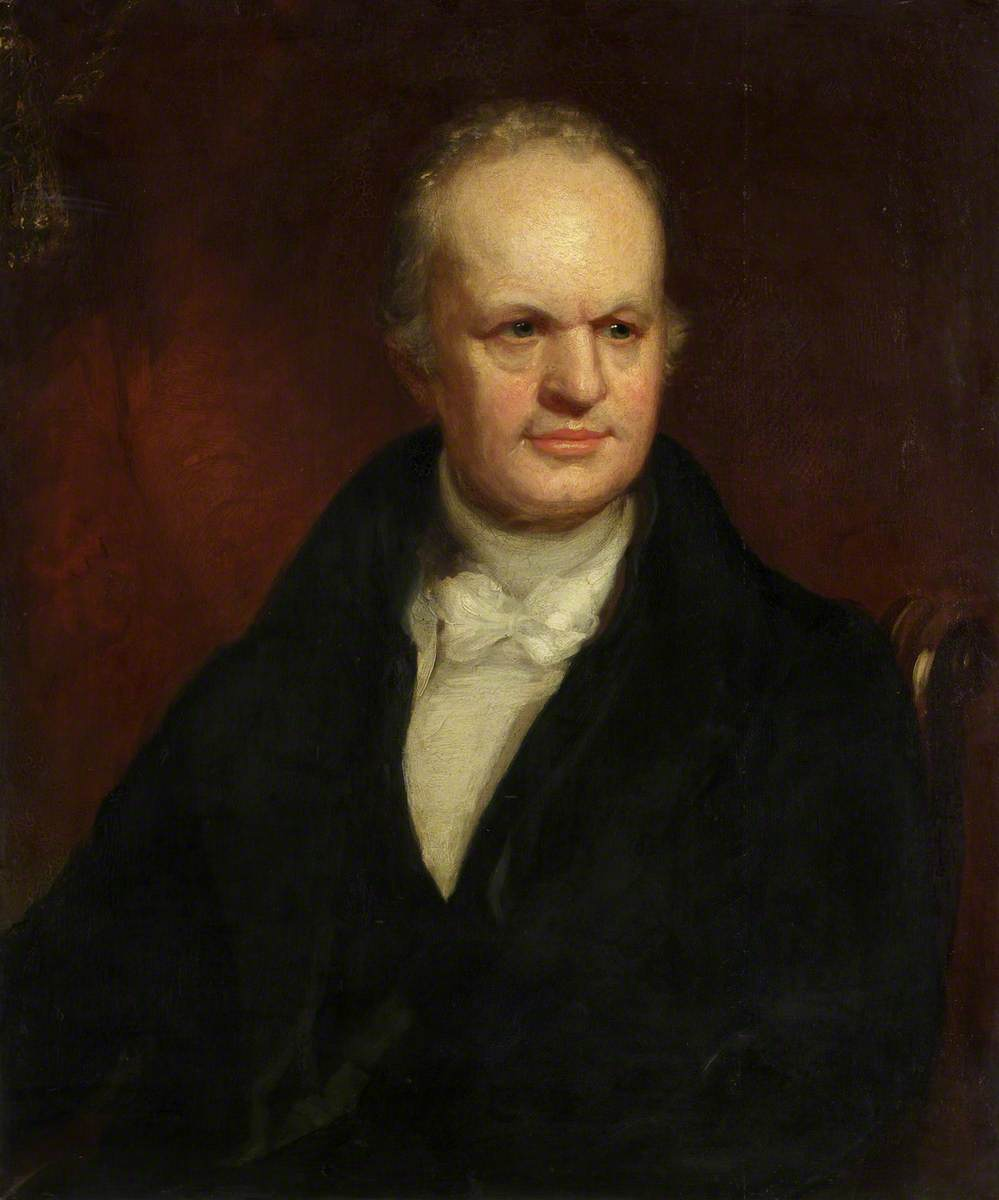
Portrait par Edward Villiers Rippingille

Durant le séjour de Marc Brunel en Amérique, Sophie Kingdom était restée à Rouen et, pendant la Terreur, elle fut arrêtée comme une espionne anglaise, attendant chaque jour d'être exécutée. Elle ne fut sauvée que par la chute de Robespierre, en juin 1794. En avril 1795, Sophie réussit à quitter la France et parvint à Londres.
Lorsque Brunel arriva d'Amérique, il se rendit immédiatement à Londres et reprit contact avec Sophie. Ils se marièrent le 1er novembre 1799 à St Andrew, Holborn. En 1802, Sophie donna naissance à leur premier enfant, une fille, Sophia. En 1804, Sophie eut à une autre fille, Emma. Enfin, le 9 avril 1806, Sophie donna naissance à un fils, baptisé Isambard Kingdom, destiné à être un des plus grands ingénieurs au monde.

### Poulies de marine et machines de sciage

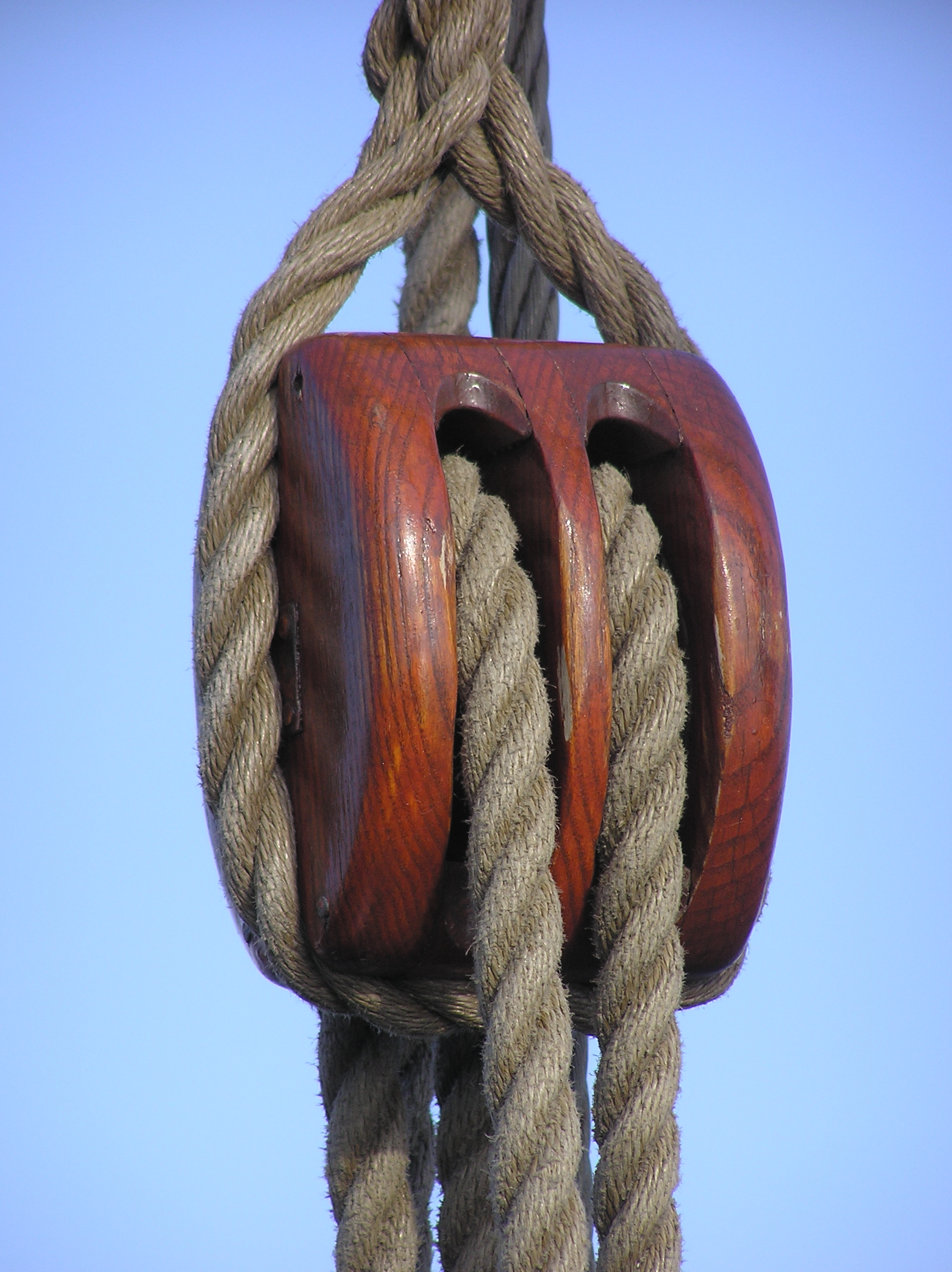
Poulie de marine.

Au cours de l'été 1799, Brunel fut présenté à Henry Maudslay, talentueux fabricant de machines-outils qui avait travaillé au titre de gestionnaire de Joseph Bramah, mais s'était récemment mis à son compte dans le monde des affaires. Il est bien l'homme le plus apte à aider Brunel dans ses projets. Maudslay fit des modèles opérants de sa machine à fabriquer les poulies de marine, et Brunel rencontra Samuel Bentham, inspecteur général des travaux maritimes. En avril 1802, Bentham donna son approbation pour l'installation des machines de fabrication de poulies de Brunel aux Portsmouth Block Mills.
L'avantage de la machine de Brunel sur la méthode existante est que la fabrication des poulies pouvait être réalisée par des ouvriers non qualifiés pour une production dix fois supérieure. Au total, quarante-cinq machines furent installées à Portsmouth et, en 1808, l'usine fut en mesure de produire 130 000 poulies par an. Malheureusement pour Brunel, l'Amirauté mit du temps pour effectuer le paiement, alors que Brunel avait dépensé plus de 2 000 £ de ses propres deniers. En août 1808, il fut convenu de payer à Brunel un acompte de 1 000 £, et ce n'est que deux ans plus tard qu'il fut enfin procédé à un paiement d'un peu plus de 17 000 £.
Brunel fut un ingénieur mécanicien renommé et a beaucoup contribué à développer les machines de sciage, obtenant des contrats avec des entreprises du gouvernement britannique à Chatham et avec les chantiers navals de Woolwich, en s'appuyant sur son succès aux Portsmouth Block Mills. Il construisit lui-même une scierie à Battersea, Londres (incendiée en 1814 et reconstruite en 1816), qui était conçue pour produire des placages, et il construisit également d'autres scieries pour des entrepreneurs privés. Il a aussi développé des machines pour la production de masse de bottes militaires, mais avant qu'il ait pu atteindre la pleine production, la demande cessa brusquement en raison de la fin des guerres napoléoniennes. Brunel fut nommé membre de la Royal Society en 1814.

### En prison pour dettes
Brunel n'était pas un très bon homme d'affaires : il s'est souvent engagé dans des projets qui se sont avérés non rentables. Au début de 1821, il était couvert de dettes et, en mai de cette année-là, il fut arrêté, jugé et incarcéré à la prison de King's Bench, une prison pour dettes située à Southwark. Les détenus de ces prisons pour dettes étaient autorisés à avoir leur famille avec eux, et Sophie accompagna son mari. Brunel y passa 88 jours. Comme le temps passait et qu'il estimait n'avoir aucune chance d'obtenir sa libération, Brunel entama une correspondance avec Alexandre Ier de Russie sur la possibilité de s'établir avec sa famille à Saint-Pétersbourg, pour travailler pour le tsar. Dès que l'on apprit que le Royaume-Uni risquait de perdre un de ses plus éminents ingénieurs, des personnalités influentes, comme le duc de Wellington, commencèrent à presser le gouvernement de faire quelque chose. Pour finir, le gouvernement consentit une subvention de 5 000 £ pour effacer les dettes de Brunel, à condition qu'il abandonne tout projet d'aller vivre en Russie. En conséquence, Brunel fut libéré de prison au mois d'août.

### Tunnel sous la Tamise

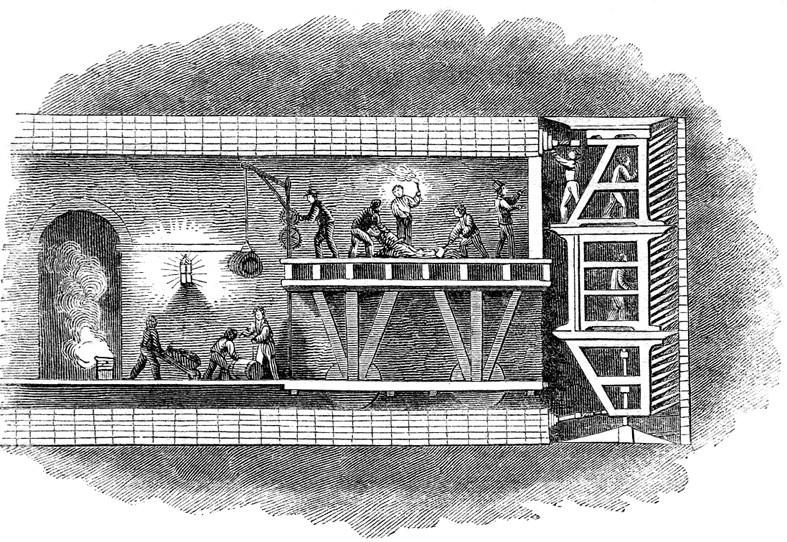
Le tunnelier inventé par Marc Brunel.

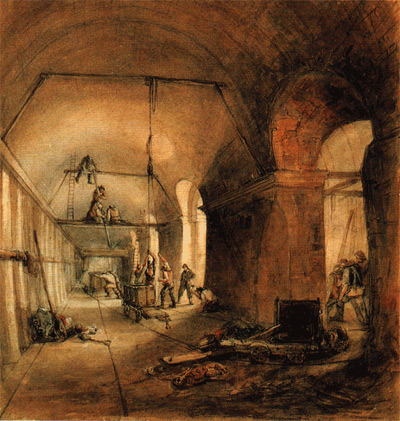
Thames Tunnel en travaux, 1830.

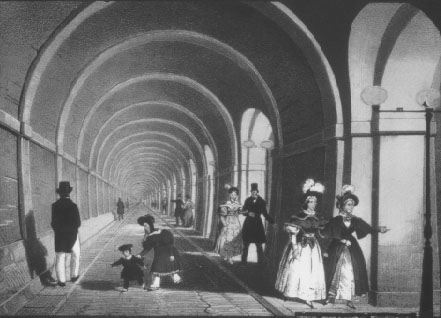
Thames Tunnel, réservé aux piétons avant 1869.

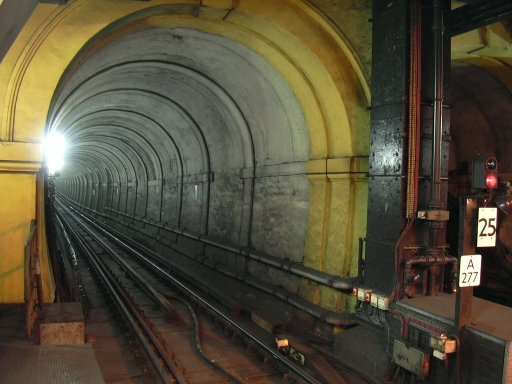
Thames Tunnel en 2005, vue de la station « Wapping » (métro de Londres, East London line).

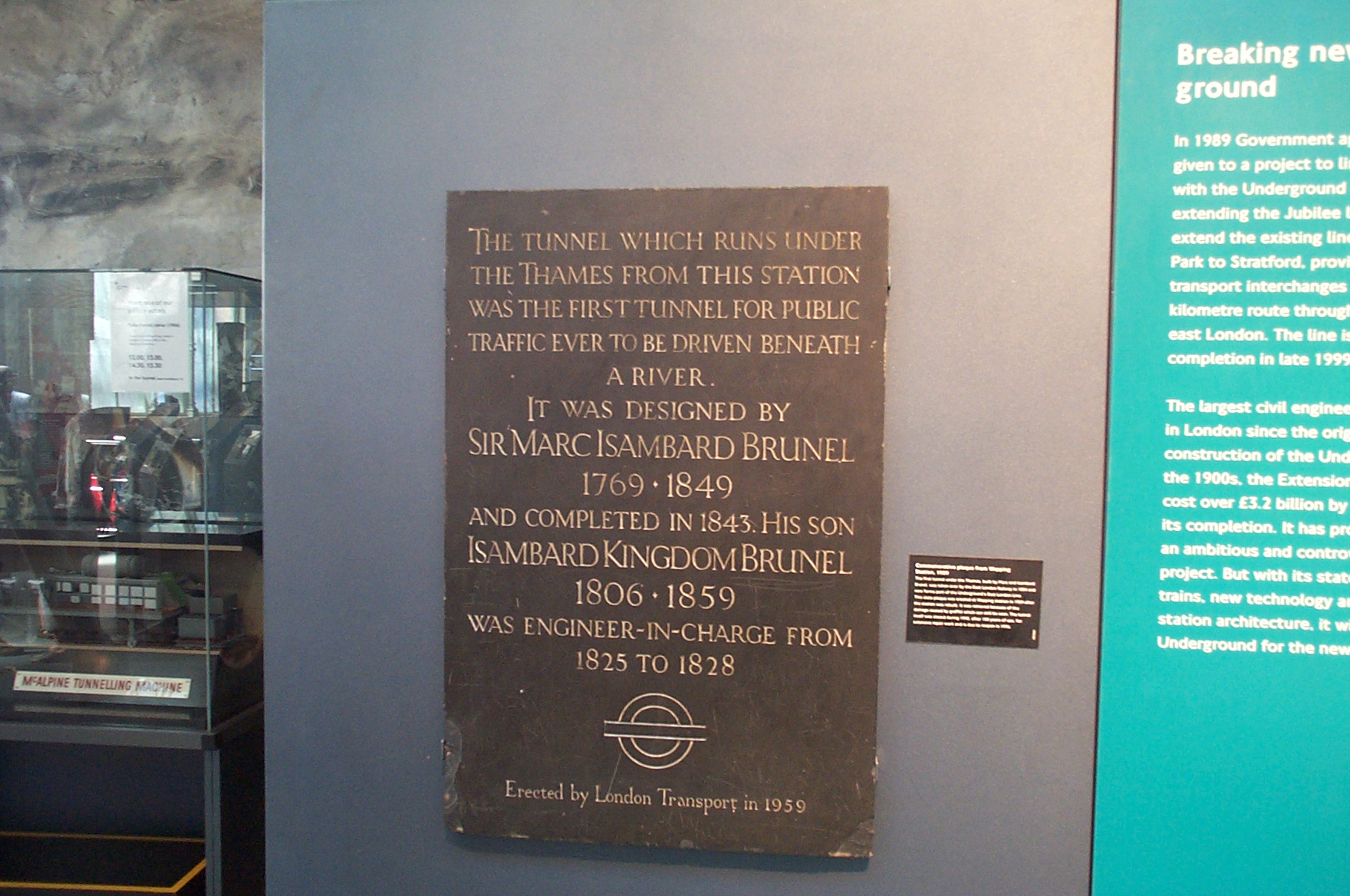
Plaque commémorant les Brunel père et fils, à l'entrée du tunnel sous la Tamise.

En 1805, la Thames Archway Company fut constituée pour la construction d'un tunnel sous la Tamise entre Rotherhithe et Limehouse. Richard Trevithick, le célèbre ingénieur, fut engagé par l'entreprise pour construire le tunnel. Pour ce faire, il engagea des mineurs de Cornouailles. En 1807, le tunnel rencontra des sables mouvants et les conditions devinrent très difficiles et dangereuses. Finalement, le tunnel fut abandonné après un peu plus de 1 000 pieds, et l'opinion d'experts dirigés par William Jessop fut qu'un tel tunnel était impraticable.
Brunel avait déjà établi des plans pour un tunnel sous la rivière Neva, en Russie, mais le projet n'avait jamais été concrétisé. En 1818, Marc Brunel déposa un brevet pour un système de tunnelier. C'était un bouclier renforcé de fonte derrière lequel les mineurs travaillaient dans des compartiments séparés, creusant le tunnel de face. De temps en temps, le bouclier était avancé par grandes étapes, tandis que les parois du tunnel déjà creusé en arrière seraient recouvertes d'un revêtement constituée d'anneaux de fonte. On prétend que Brunel trouva son inspiration dans la manière d'opérer du taret, Teredo navalis, qui a la tête protégée par une coquille lorsqu'il fore le bois des navires. L'invention de Brunel servit de base pour les boucliers utilisés pour le creusement du métro de Londres et de nombreux autres tunnels. Brunel était si convaincu qu'il pourrait utiliser un tel tunnelier pour creuser un tunnel sous la Tamise qu'il écrivit à toutes les personnes d'influence qui pourraient être intéressées. Enfin, en février 1824, une réunion eut lieu et 2 128 actions de 50 livres chacune furent souscrites. En juin 1824, la Thames Tunnel Company fut constituée. Le tunnel était prévu pour le trafic hippomobile.
Les travaux commencèrent en février 1825, et consistèrent d'abord à creuser un puits vertical de cinquante pieds de diamètre sur la rive de Rotherhithe. Cela fut réalisé par la construction d'un anneau de métal d'un diamètre de cinquante pieds, sur lequel fut construite une tour circulaire de brique. Comme la tour gagnait en hauteur, son poids enfonçait l'anneau dans le sol, tandis que des ouvriers retiraient la terre du centre de l'anneau. Ce puits vertical fut achevé en novembre 1825, et le tunnelier, qui avait été fabriqué à Lambeth par les usines d'Henry Maudslay, fut ensuite assemblé au fond. Maudslay fournit également les pompes à vapeur pour l'évacuation des eaux d'infiltration.
Le bouclier, de section rectangulaire, se composait de douze cadres côte à côte, chacun d'eux pouvant être avancé indépendamment des autres. Chaque cadre contenait trois compartiments, l'un au-dessus de l'autre, chacun assez grand pour un homme creusant le tunnel de face, de sorte que tout le cadre pouvait accueillir 36 mineurs. Lorsqu'une masse suffisante de matériaux était retirée du front du tunnel, le cadre pouvait être déplacé en avant par grandes étapes. En même temps que l'ensemble du bouclier avançait, des maçons suivaient, tapissant les parois du tunnel. Sept millions et demi de briques furent nécessaires pour accomplir ce travail.
Brunel était assisté dans son travail par son fils Isambard, qui avait maintenant 18 ans. Brunel avait prévu que le tunnel ne passerait pas à plus de quatorze pieds au-dessous du lit de la rivière à son point le plus bas. Cela fut la cause de difficultés par la suite. Un autre problème qui a entravé Brunel est que William Smith, le président de la société, estimait que le bouclier était un luxe inutile, et que le tunnel pourrait être fait à moindre coût par les méthodes traditionnelles. Il voulait remplacer Brunel comme ingénieur en chef et essayait constamment de saper sa position. Heureusement, le bouclier s'est rapidement révélé être un succès évident aux yeux de tous. Au cours des travaux, Brunel et son assistant ingénieur eurent à souffrir de problèmes de santé, et Isambard eut à supporter toute la charge des travaux.
Il y a eu plusieurs cas d'inondation dans le front du tunnel en raison de sa proximité avec le lit du fleuve et, en mai 1827, il fut nécessaire de boucher un énorme trou apparu dans le lit du fleuve. De plus, les ressources de la Thames Tunnel Company commencèrent à s'épuiser et, malgré les efforts déployés pour recueillir plus d'argent, le tunnel dut être fermé en août 1828. Brunel démissionna de son poste, ulcéré par l'opposition continuelle du président. Il entreprit divers projets de génie civil, notamment en aidant son fils Isambard dans la conception du Clifton Suspension Bridge.
En mars 1832, William Smith dut quitter son poste de président de la Thames Tunnel Company. Il avait été une épine dans le pied pour Brunel tout au long du projet. En 1834, le gouvernement consentit un prêt de 246 000 £ à la compagnie. L'ancien bouclier de 80 tonnes fut remplacé par un nouveau de 140 tonnes, composé de 9 000 pièces qui durent être montées en sous-sol. Les travaux reprirent donc, mais on eut encore à subir des inondations qui dépassaient les possibilités des pompes. Beaucoup de mineurs furent durement touchés par l'afflux constant d'eau polluée, et le taux de maladie était élevé. Comme le tunnel approchait de la rive de Wapping, on entreprit la construction d'un puits vertical semblable à celui de Rotherhithe. Les travaux commencèrent en 1840 et durèrent treize mois.
Le 24 mars 1841, Brunel fut fait chevalier par la jeune reine Victoria, à la suite de la suggestion du prince Albert qui manifestait un vif intérêt dans les progrès du tunnel. Le tunnel atteignit la rive de Wapping le 1er août 1842. Le 7 novembre 1842, Brunel subit un accident vasculaire cérébral qui paralysa son côté droit pour un temps. Le tunnel sous la Tamise ouvrit enfin officiellement le 25 mars 1843 et Brunel, en dépit de sa mauvaise santé, prit part à la cérémonie d'inauguration. Dans les quinze premières semaines de l'ouverture, un million de personnes vinrent visiter l'ouvrage. Le 26 juillet 1843, la reine Victoria et le prince Albert visitèrent le tunnel. Bien que destiné à supporter le trafic hippomobile, le tunnel resta ouvert aux seuls piétons.

### La retraite
Après l'achèvement du Thames Tunnel, qui était sa plus grande réalisation, Brunel demeura en mauvaise santé. Il n'accepta plus aucune grande mission, mais aida son fils Isambard dans ses différents projets. Il était très fier des réalisations de son fils et était présent lors du lancement du Great Britain, à Bristol, le 19 juillet 1843. En 1845, Brunel subit un autre accident vasculaire cérébral, plus grave que le premier, et fut presque totalement paralysé du côté droit. Le 12 décembre 1849, Brunel mourut à l'âge de 80 ans, et ses restes furent inhumés au Kensal Green Cemetery, à Londres. Son épouse Sophie a ensuite été enterrée dans la même parcelle, de même que leur fils Isambard.
En 1865, l'East London Railway Company racheta le tunnel sous la Tamise pour la somme de 200 000 £ et, quatre ans plus tard, les premiers trains purent l'emprunter. Par la suite, le tunnel fut incorporé au métro de Londres, et il est encore en usage aujourd'hui.

## Distinction honorifique
Marc Brunel est élevé au grade de chevalier de la Légion d'honneur par ordonnance royale du 30 novembre 1828 sur proposition de Louis Becquey.

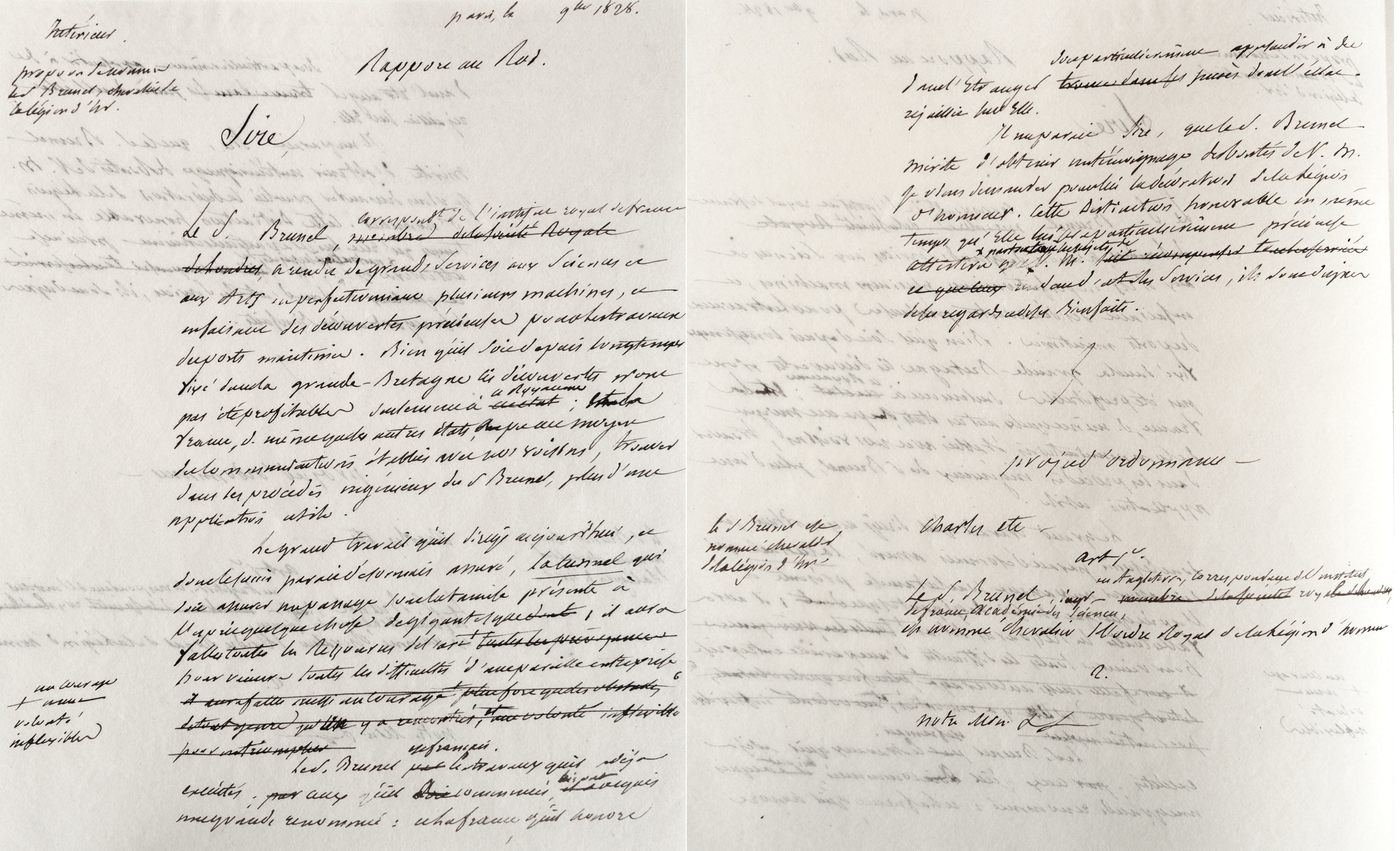
Projet manuscrit de rapport au roi par Becquey
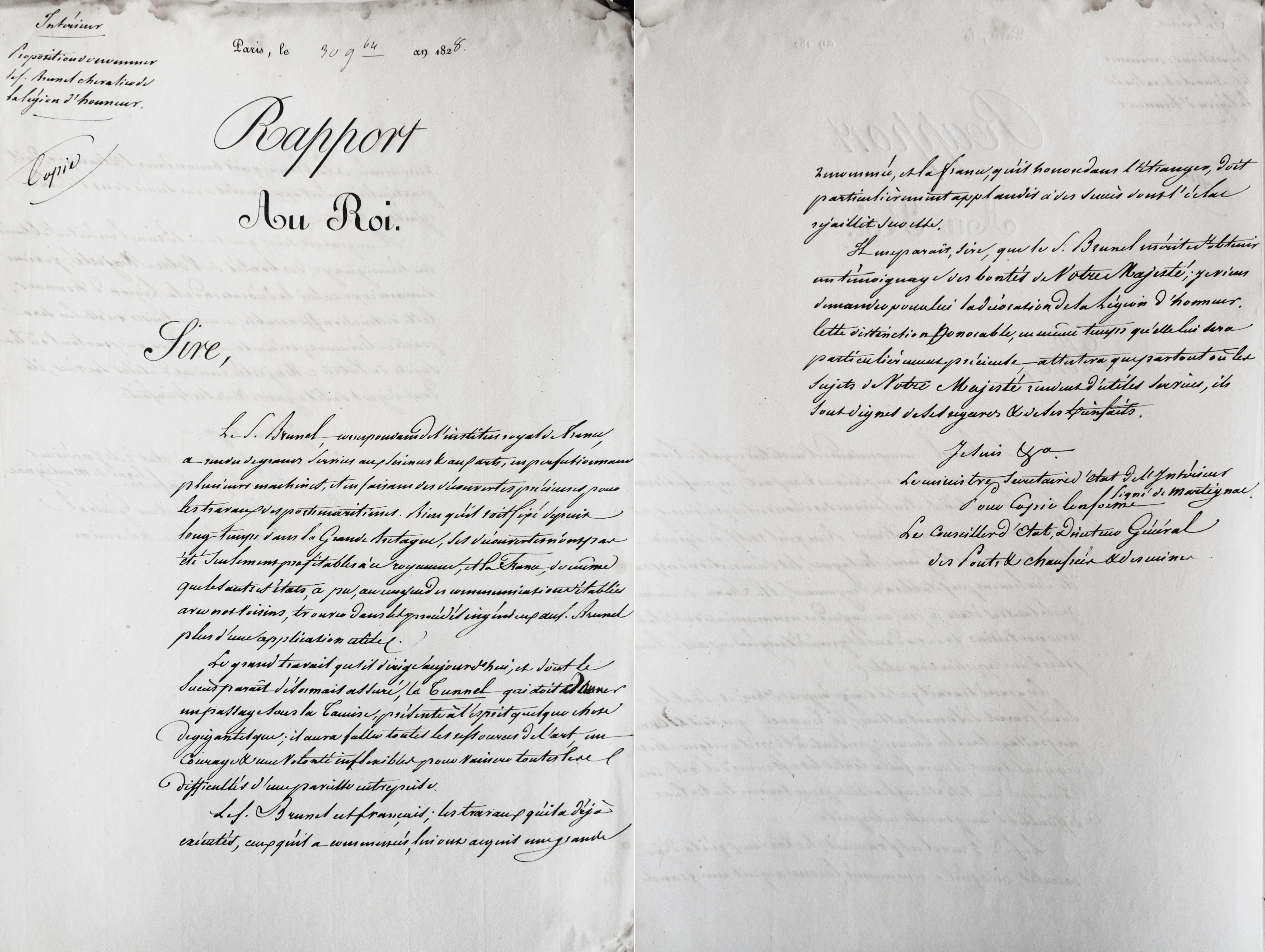
Rapport au roi du 30 novembre 1828
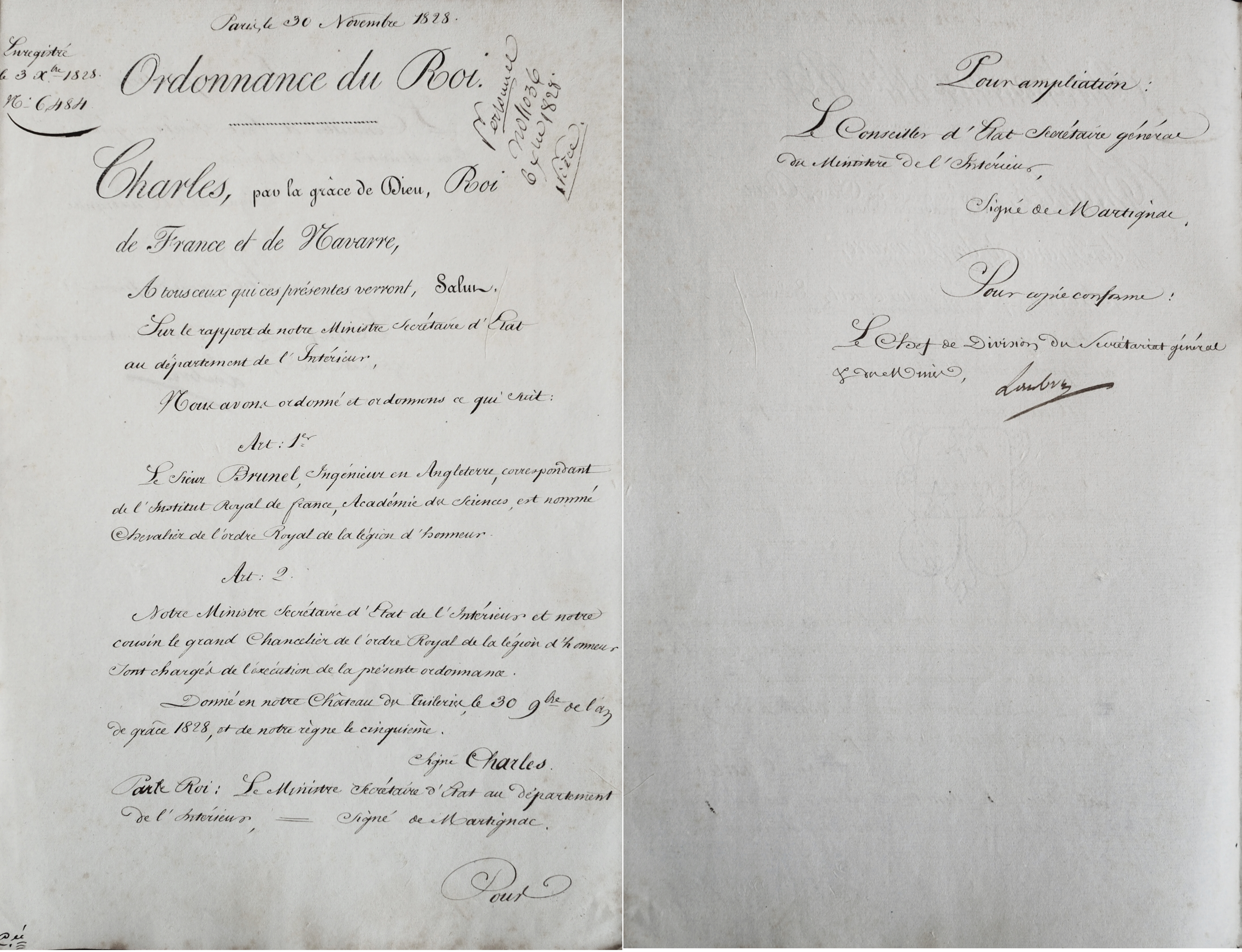
Ordonnance royale de nomination du 30 novembre 1828
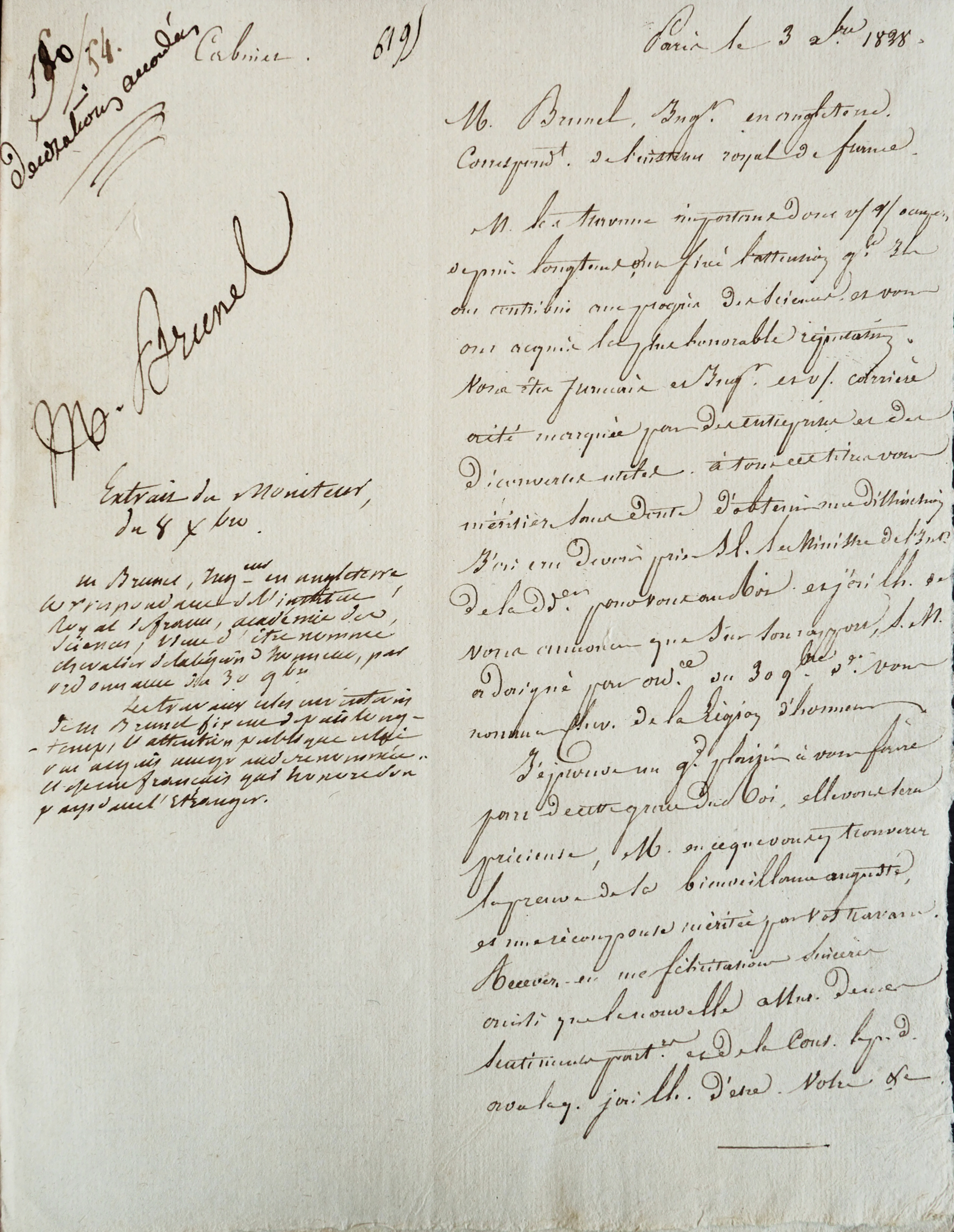
Lettre de notification du 3 décembre 1828 de Becquey à Brunel
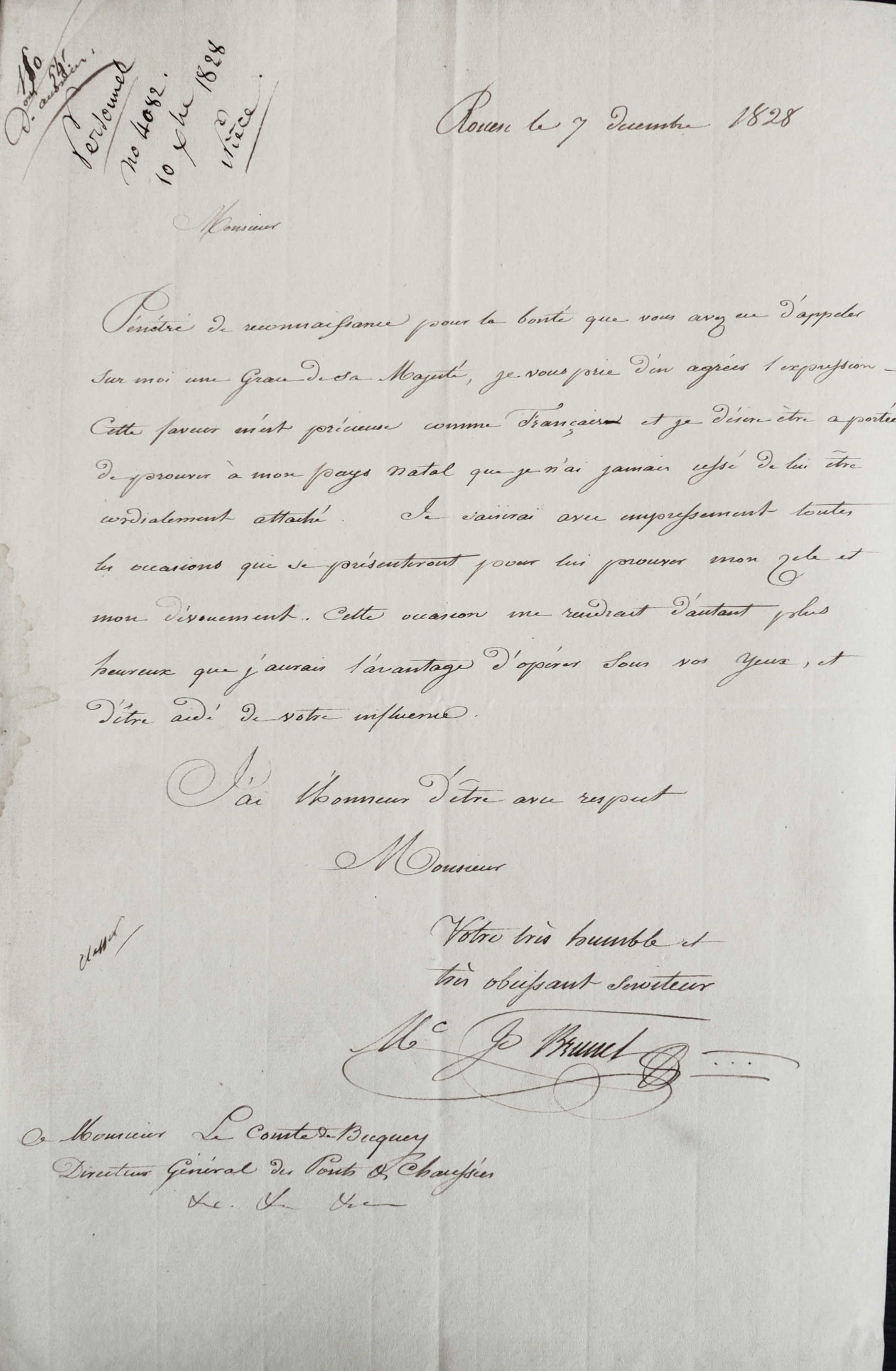
Lettre de remerciement du 7 décembre 1828 de Brunel à Becquey
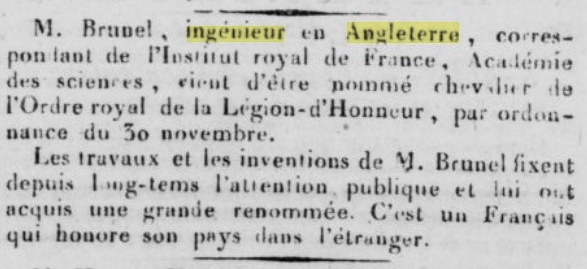
Extrait du Moniteur 8 décembre 1828

## Hommage
Depuis 1863 la rue Brunel lui rend hommage à Paris17e dans le quartier des Ternes, entre l'avenue de la Grande Armée et le boulevard Pereire.